# 프라이 엠터
프라이 엠터(독일어: Freie Ämter, 영어: Free Office 또는 자유 행정 단위, 일반적으로 영어로 번역되지는 않지만)는 스위스의 한 지역으로 아르가우주의 남동쪽에 있다. 린덴베르크와 하이터스베르크 사이의 지역과 오트마르징엔의 끝단 빙퇴석에서 디트빌의 로이스강까지의 지역으로 구성된다. 오늘날 브렘가르텐과 무리구 지역은 프라이 엠터라고 불린다. 이전에는 취리히주 아폴테른구 주변 지역이 취리히 프라이 엠터라고 불렸다.
브렘가르텐, 무리, 진스, 빌메르겐 및 볼렌은 프라이 엠터의 주요 도시 중 하나이다. 무첼렌 고개 주변의 대도시 지역은 또 다른 중요한 인구 중심지이다.
통계 기준에 따르면 볼렌이라는 도시는 하나뿐이다. 중세 시대에 브렘가르텐은 도시 권한을 가지고 있었지만, 현재는 도시로 분류되지 않다. 프라이 엠터는 스위스고원의 중앙 위치에 있다. 취리히, 추크와 루체른의 대도시는 모두 프라이 엠터에서 차로 30분 이내의 거리에 있다.

## 어원
중세의 프라이 엠터는 특정 지역이 아니라 지방 법원이나 제한된 자치 정부를 가진 개인 또는 자유 농민의 조합이었다. 이 용어는 남부 독일의 슈바르츠발트(검은숲, 3세기부터)과 스위스고원(6세기부터)을 포함한 알레만니족이 거주하는 지역에서 발견된다. 이 용어는 초기 중세 시대에 자치권이 포함된 자유와 자유가 없는 알레만 제국의 법적 분열에서 유래했다.
아르가우 프라이 엠터는 합스부르크가 치하에 있었지만, 낮은 사법 및 관습법과 관련하여 독립적인 영토였으며, 따라서 중세 정의에서는 "자유로운" 지역이었다.

## 역사

### 1415년 이전
프랑크 왕국 카롤루스 왕조 시대에 로이스의 왼쪽 영토는 아르가우에 속했고, 오른쪽 영토는 투르가우의 일부였다. 9세기 중반부터 이 지역은 취리히가우로 알려지게 되었다. 1170년에 렌츠부르크 백작이 멸망한 후, 아르가우에 있는 그들의 땅은 합스부르크 왕가에게 넘어갔다. 10세기 동안 그들은 이 지역에서 광대한 땅을 획득했다. 합스부르크가는 헤르메치빌 및 무리 수도원에 많은 마을에 대한 낮은 사법권을 부여했다.
구스위스 연방이 합스부르크 왕가로부터 독립한 후 새로운 연방이 확장되기 시작했다. 8개 주(Acht Orte)로 확장한 후 추가 영토를 찾기 시작했다. 루체른 시가 힘을 얻으면서 그들은 프라이 엠터가 될 남쪽 부분에 관심을 갖게 되었다. 1394년 그들은 메렌슈반트 엠트(Amt of Merenschwand)를 획득하여 루체른에게 로이스강 서쪽의 영토를 부여했다. 젬파흐 전투에서 아리스타우와 마이엔베르크의 합스부르크 마을 파괴되었다. 1386년의 패배 이후, 그리고 합스부르크가와 연방 사이의 1394년 평화에도 불구하고, 합스부르크 시인 브렘가르텐은 1407년에 베른과 동맹을 맺었다.

### 아르가우 정복
1414년 11월 16일, 지기스문트 황제는 콘스탄츠 공의회를 소집하여 세 교황 (베네딕토 13세, 그레고리우스 12세, 요한 23세) 사이의 서방 분열을 해결했으며, 이들 모두는 정당성을 주장했다. 합스부르크가의 공작 프리드리히 4세는 요한 23세의 편에 섰다. 요한 23세가 대립교황으로 선언되자 그는 프리드리히의 도움으로 도시를 떠났다. 그런 다음 황제는 합스부르크 땅을 몰수한다고 선언하고, 주변 국가들에게 황제를 위해 그 땅을 정복하도록 명령했다. 베른의 도시 국가 이미 1414년에 합스부르크 왕가에 대항하여 황제를 지원하겠다고 약속했기 때문에 그들은 침략할 준비가 되어 있었다. 나머지 연맹은 빠르게 뒤따랐다.
이 영토는 1415년에 연방에 의해 빠르게 정복되었다. 합스부르크 통치하에서 아르가우는 여러 구역(독일어 : Ämter)으로 나뉘었고, 이 구역은 연방에서 유지되었다. 베른, 루체른, 취리히는 각각 정복된 지역의 일부를 관리할 수 있는 권한을 받았다. 프라이 엠터의 나머지 부분은 나머지 연합체(실질적으로는 콘도미니엄)에 의해 대상 영역으로 집합적으로 관리되었다. 무리 엠트는 취리히, 루체른, 슈비츠, 운터발덴, 추크 및 글라루스주에 할당되었으며, 마이엔베르크, 리히엔제 및 빌메르겐의 엠터는 처음에는 루체른에게만 주어졌다. 최종 경계는 중재 재판소에 의해 1425년에 설정되었으며 루체른은 3개의 엠터를 집합적으로 다스려야 했다. 4개의 엠터는 단일 연방 집행관 아래 통합되어 15세기에 방엔탈 영지(독일어: Vogtei im Waggental)로 알려졌다. 16세기에는 포크타이 더 프라이엔 엠터(독일어: Vogtei der Freien Ämter)로 알려지게 되었다. 프라이엔 엠터는 종종 독립적인 하급 법원이 있었기 때문에 연방의 주권을 받아들여야 했다. 마침내 1532년에 우리 주는 프라이엔 엠터의 집단 행정의 일부가 되었다.

## 종교개혁에서 아르가우주의 탄생까지
종교 개혁 당시에 엠터의 대다수는 새로운 신앙으로 개종했다. 1529년에 우상파괴주의의 물결이 그 지역을 휩쓸고, 오래된 종교의 많은 부분을 쓸어버렸다. 1531년 제2차 카펠 전쟁에서 취리히가 패배한 후 승리한 5개의 가톨릭 주(州)는 그들의 군대를 프라이 엠터로 진군하여 가톨릭으로 개종시켰다.
1656년의 제1차 빌메르겐 전쟁과 1712년의 토겐부르크 전쟁 (또는 제2차 빌메르겐 전쟁)에서 프라이 엠터는 전쟁 중인 개혁파와 가톨릭 군대의 무대가 되었다. 1656년 전쟁 이후의 평화는 현상을 바꾸지 않았지만, 1712년의 4차 아라우 평화는 권력관계의 재편을 가져왔다. 승리는 취리히에게 바덴 백국령과 프라이 엠터 인근 지역의 정부에서 가톨릭 주를 몰아낼 기회를 주었다. 프라이 엠터는 파르방엔의 교수대에서 오버룬크호펜까지 이어진 선에 의해 둘로 나뉜다. 교회 첨탑. 보스빌(일부)과 헤르메치빌 및 니더 엠터 지역을 포함하는 이른바 하부 프라이 엠터 북부 지역은 취리히, 베른 및 글라루스가 통치했다. 남쪽 지역인 상부 프라이 엠터는 이전의 7개 주에 의해 통치를 받았으며, 베른이 추가되어 8번째 주가 되었다.
헬베티아 공화국 (1798-1803) 동안 바덴 백국령, 프라이 엠터 및 켈러엠트로 알려진 지역이 새로운 바덴주에 통합되었다. 1803년에 바덴과 프릭탈의 주는 아르가우의 주에 병합되었다.

### 아르가우주 이후
1830년 아르가우는 이 지역의 민란인 프라이엠트 민란(Freiämtersturm)으로 인해 흔들렸다. 프라이 엠터의 많은 주민들은 아라우주의 주도로 행진하여 주 헌법의 변경을 요구했다. 프라이 엠터 민병대가 정부 청사를 포위한 후, 정부는 봉기의 종식을 재빨리 협상했다. 그들은 헌법의 전면 개정과 민병대의 다른 모든 요구에 동의했다. 이것은 1830~31년의 다른 봉기와 함께 회복 기간이 끝나고 자유 재생 기간이 시작되었다. 중생 동안의 변화는 1848년 연방 국가의 창설로 이어졌다.